# Fair Game (2010)
Fair Game is een biografische dramafilm uit 2010 onder regie van Doug Liman. Hij baseerde het verhaal op dat uit het boek van voormalig CIA-agente Valerie Plame (Fair Game: My Life as a Spy, My Betrayal by the White House) en dat van haar echtgenoot en voormalig Amerikaans ambassadeur Joseph Wilson (The Politics of Truth: Inside the Lies that Led to War and Betrayed My Wife's CIA Identity: A Diplomat's Memoir), over het Plamegateschandaal waarvan zij slachtoffer werden.
Fair Game won de Freedom of Expression Award van het National Board of Review of Motion Pictures. Daarnaast werd de film genomineerd voor onder meer de Palme d'Or van het Filmfestival van Cannes, de Political Film Society Award in de categorie exposé en de Satellite Awards voor beste actrice (Naomi Watts), beste bijrolspeler Sean Penn en beste aangepaste scenario (Jez en John-Henry Butterworth).

## Verhaal
Valerie Plame (Naomi Watts) voert als CIA-agente geheime internationale onderzoeksmissies uit. Haar echte identiteit is zodoende alleen bekend bij haar ouders en haar echtgenoot Joseph Wilson (Sean Penn), een Amerikaanse ambassadeur met voornamelijk betrekkingen in Afrika. In aanloop naar de Irakoorlog wordt hij vanwege zijn achtergrond verzocht af te reizen naar Niger om daar te onderzoeken of Irak bezig is met het importeren van yellowcake, waarmee het nucleaire wapens kan maken. Plame wil hem eigenlijk niet bij haar werk betrekken, maar haar collega's bij de CIA halen haar over hem dit te vragen.
Wilson komt in Niger tot de conclusie dat er van import van yellowcake door Irak geen sprake kan zijn. Teruggekomen in Amerika rapporteert hij dat er wat dit betreft niets aan de hand is. Hij kijkt daarom vreemd op wanneer George W. Bush vervolgens Irak binnenvalt en dit in de State of the Union rechtvaardigt door te stellen dat is bevestigd dat Irak uranium heeft om massavernietigingswapens mee te produceren. Wilson reageert hierop door een artikel over zijn onderzoek te schrijven en dat naar de The New York Times te sturen. Hierin schrijft hij dat de rapporten die Iraks uraniumgebruik bevestigen gelogen en manipulatie zijn om de Verenigde Staten een illegale oorlog in te sturen.
Kort nadat Wilsons artikel verschijnt wordt de geheime identiteit van Plame gelekt aan de pers. Hierdoor kan zij haar werk niet meer uitvoeren en verliest ze haar baan bij de CIA. Bovendien is ze haar leven niet meer zeker nu haar identiteit op straat ligt. Voor Wilson en haar is duidelijk dat ze het lek moeten zoeken binnen het Witte Huis. Hoewel de tegenstand onoverkoombaar lijkt, laat Plame zich door Wilson overhalen terug te vechten om gerechtigheid te krijgen. 

## Rolverdeling
| - Naomi Watts - Valerie Plame - Sean Penn - Joseph Wilson - David Andrews - Scooter Libby - Adam LeFevre - Karl Rove - James Rutledge - Andrew Card - Ashley Gerasimovich - Samantha Wilson - Quinn Broggy - Trevor Wilson - Kristoffer Ryan Winters - Joe Turner - Bruce McGill - Jim Pavitt - Geoffrey Cantor - Ari Fleischer - Brian McCormack - Steven Hadley - Tricia Munford - Cathie Martin - Michael Goodwin - David Addington - Polly Holliday - Diane Plame - Sam Shepard - Sam Plame - Noah Emmerich - Bill | - Anand Tiwari - Hafiz - Ty Burrell - Fred - Jessica Hecht - Sue - Norbert Leo Butz - Steve - Rebecca Rigg - Lisa - Brooke Smith - Diana - Thomas McCarthy - Jeff - Michael Kelly - Jack - Mohamed Abdel Fatah - Professor Badawi - Rashmi Rao - Kim - Liraz Charhi - Dr. Zahraa - Tim Griffin - Paul - Sunil Malhotra - Ali - Khaled Nabawy - Hammad - Jenny Maguire - Beth - David Warshofsky - Pete |

## Bijzonderheden
- Aan het einde van de film zijn opnames van de echte Valerie Plame te zien.